# Hans Christian Printz
Hans Christian Printz, född 13 april 1817 i Fredrikshald, död 15 januari 1910 i Valdres, var en norsk läkare och botaniker. 
Printz blev student 1838 och efter att ha tagit filosofisk examen 1839 började han att studera medicin, men intresserades av sin lärare, Matthias Numsen Blytt, för botaniska studier och han företog flera botaniska undersökningsresor i de då botaniskt mindre kända delarna av landet: 1842 Oslofjorden och västerut liggande distrikt, 1844 till Østfold, 1845 till Sand och Valdres, 1846 till Østerdalen och Dovre. Han handledde de studerande i botanik och utgav 1844 Udtog af Botanikken avsedd för dem. Till följd av detta tog han medicinsk ämbetsexamen först 1848, var därefter en tid amanuens hos Andreas Conradi, senare intill 1864 kommunläkare i Land i Oppland och 1864–98 distriktsläkare i norra Valdres. 
Printz var en mycket ivrig samlare av växter, fågelägg och sigill. Från 1 juli 1870 utförde han dagliga meteorologiska observationer med stor noggrannhet. Åren 1864 och 1865 fick han offentligt stipendium för att utföra undersökningar över vårens utveckling i Valdres och noterade senare varje år noggrant dagen för flyttfåglarnas ankomst och avfärd, växternas groning, blomstring, fruktmognad och lövfall. Av sina undersökningar publicerade han »Beretning om en i sommeren 1864 foretagen botanisk rejse i Valders« (»Nyt Magazin for Naturvidenskaberne«, 14. band, 1864), samt Gennemsnitlig Blomstringstid i vestre Slidre for Aarene 1865-82 (i Fredrik Christian Schübelers "Norges Vekstrige").